# Philadelphia Cycling Classic
La Philadelphia Cycling Classic également appelé Philadelphia International Championship jusqu'en 2010 inclus et TD Bank International Cycling Championship de 2011 à 2012 est une course cycliste américaine. Elle a été créée en 1985 et est disputée à Philadelphie.
Son nom officiel a été modifié plusieurs fois, en fonction des sponsors. Créée sous le nom de CoreStates, elle prit le nom de First Union lorsque cette banque acheta CoreStates en 1998, puis, de 2002 à 2005, celui de Wachovia à la suite de la fusion de Wachovia et de First Union. Depuis 2006, la Commerce Bank a pris la suite de Wachovia.
La course était jusqu'en 2008 la dernière épreuve d'un ensemble de trois courses (appelé cette année-là Commerce Bank Triple Crown, « Triple Couronne de la Commerce Bank ») comprenant la Lancaster Classic et la Reading Classic. La Liberty Classic, également courue à Philadelphie, est une épreuve féminine disputée le même jour que l'épreuve masculine jusqu'en 2012. En 2013, la course féminine porte le même nom que la course masculine et est classée 1.2. En 2015, elle devient une épreuve de la Coupe du monde.
Jusqu'en 2005, le meilleur coureur américain de la course était sacré champion des États-Unis sur route, ce qui lui a valu d'être parfois appelée USPRO Championships. Le championnat des États-Unis fait l'objet, depuis 2006, d'une course séparée.
Depuis 2005, le Commerce Bank International Championship est la principale course d'un jour de l'UCI America Tour, puisqu'elle est la seule à être classée en 1.HC.
Depuis 2013, une compétition féminine est disputée le même jour que l'épreuve masculine. En 2013 et 2014, elle fait partie du calendrier de l'Union cycliste internationale en catégorie 1.2 puis 1.1 avant de repassée en 1.2 depuis 2015. En 2015, elle rejoint le calendrier de la Coupe du monde féminine. En 2016, elle intègre l'UCI World Tour féminin.
Faute de financement, les deux épreuves sont annulées en 2017.

## Palmarès masculin

### Podiums
| Année                                                 | Vainqueur             | Deuxième             | Troisième          |
| ----------------------------------------------------- | --------------------- | -------------------- | ------------------ |
| CoreStates USPRO Championships                        |                       |                      |                    |
| 1985                                                  | Eric Heiden           | Jesper Worre         | Jens Veggerby      |
| 1986                                                  | Thomas Prehn          | Jørgen Marcussen     | Doug Shapiro       |
| 1987                                                  | Tom Schuler           | Cesare Cipollini     | Roy Knickman       |
| 1988                                                  | Roberto Gaggioli      | Dag Otto Lauritzen   | Ron Kiefel         |
| 1989                                                  | Greg Oravetz          | Mike Engleman        | Alexi Grewal       |
| 1990                                                  | Paolo Cimini          | Laurent Jalabert     | Kurt Stockton      |
| 1991                                                  | Michel Zanoli         | Davis Phinney        | Phil Anderson      |
| 1992                                                  | Bart Bowen            | Andrzej Mierzejewski | Roberto Pelliconi  |
| 1993                                                  | Lance Armstrong       | Gianluca Pierobon    | Graeme Miller      |
| 1994                                                  | Sean Yates            | Bruno Boscardin      | Brian Walton       |
| 1995                                                  | Norman Alvis          | Maurizio Di Pasquale | Clark Sheehan      |
| 1996                                                  | Eddy Gragus           | Roberto Gaggioli     | Fred Rodriguez     |
| 1997                                                  | Massimiliano Lelli    | Scott McGrory        | Angelo Canzonieri  |
| First Union USPRO Championships (1.2)                 |                       |                      |                    |
| 1998                                                  | George Hincapie       | Massimiliano Mori    | Tomáš Konečný      |
| 1999                                                  | Jakob Piil            | Brian Walton         | Harm Jansen        |
| 2000                                                  | Henk Vogels           | Fred Rodriguez       | Nicolaj Bo Larsen  |
| 2001                                                  | Fred Rodriguez        | Trent Klasna         | George Hincapie    |
| 2002                                                  | Mark Walters          | William-Chann McRae  | Danny Pate         |
| Wachovia USPRO Championships (1.2 puis 1. HC en 2005) |                       |                      |                    |
| 2003                                                  | Stefano Zanini        | Uroš Murn            | Julian Dean        |
| 2004                                                  | Francisco Ventoso     | Antonio Bucciero     | Gordon Fraser      |
| 2005                                                  | Chris Wherry          | Danny Pate           | Christopher Horner |
| Wachovia Cycling Series - Philadelphia (1.HC)         |                       |                      |                    |
| 2006                                                  | Gregory Henderson     | Iván Domínguez       | Oleg Grishkine     |
| Commerce Bank International Championship (1.HC)       |                       |                      |                    |
| 2007                                                  | Juan José Haedo       | Matthew Goss         | Bernhard Eisel     |
| 2008                                                  | Matti Breschel        | Kirk O'Bee           | Fred Rodriguez     |
| Philadelphia International Championship (1.HC)        |                       |                      |                    |
| 2009                                                  | André Greipel         | Gregory Henderson    | Kirk O'Bee         |
| 2010                                                  | Matthew Goss          | Peter Sagan          | Alexander Kristoff |
| 2011                                                  | Alex Rasmussen        | Peter Sagan          | Robert Förster     |
| 2012                                                  | Alexander Serebryakov | Aldo Ino Ilešič      | Fred Rodriguez     |
| Philadelphia Cycling Classic (1.2)                    |                       |                      |                    |
| 2013                                                  | Kiel Reijnen          | Jesse Anthony        | Joey Rosskopf      |
| Philadelphia Cycling Classic (1.1)                    |                       |                      |                    |
| 2014                                                  | Kiel Reijnen          | Jure Kocjan          | Dion Smith         |
| Philadelphia Cycling Classic (1.2)                    |                       |                      |                    |
| 2015                                                  | Carlos Barbero        | Michael Woods        | Toms Skujiņš       |
| Philadelphia Cycling Classic (1.1)                    |                       |                      |                    |
| 2016                                                  | Eduard Prades         | Travis McCabe        | Marco Canola       |

| Victoires | Coureur      | Pays       | Années       |
| --------- | ------------ | ---------- | ------------ |
| 2         | Bart Bowen   | États-Unis | 1992 et 1998 |
| 2         | Kiel Reijnen | États-Unis | 2013 et 2014 |

| Victoires | Pays                                                                        |
| --------- | --------------------------------------------------------------------------- |
| 13        | États-Unis                                                                  |
| 4         | Italie                                                                      |
| 3         | Danemark Espagne                                                            |
| 2         | Australie                                                                   |
| 1         | Allemagne Argentine Canada Grande-Bretagne Pays-Bas Nouvelle-Zélande Russie |

## Palmarès féminin
Pour le palmarès avant 2013, voir Liberty Classic.

### Podiums
| Année | Vainqueur         | Deuxième             | Troisième        |
| ----- | ----------------- | -------------------- | ---------------- |
| 2013  | Evelyn Stevens    | Joëlle Numainville   | Claudia Häusler  |
| 2014  | Evelyn Stevens    | Lex Albrecht         | Lauren Hall      |
| 2015  | Lizzie Armitstead | Elisa Longo Borghini | Alena Amialiusik |
| 2016  | Megan Guarnier    | Elisa Longo Borghini | Alena Amialiusik |

| Victoires | Coureuse       | Pays       | Années       |
| --------- | -------------- | ---------- | ------------ |
| 2         | Evelyn Stevens | États-Unis | 2013 et 2014 |

| Victoires | Pays            |
| --------- | --------------- |
| 3         | États-Unis      |
| 1         | Grande-Bretagne |